# گویانیا
گویانیا (/ɡɔɪˈɑ:niə/؛ تلفظ پرتغالی: [ɡojˈjɐniɐ]) پایتخت و بزرگ‌ترین شهر ایالت گویاس در برزیل است. این شهر با جمعیتی بالغ بر ۱٬۵۳۶٬۰۹۷ نفر، دومین شهر بزرگ در منطقه مرکز-غرب برزیل و دهمین شهر بزرگ در این کشور است. منطقه شهری آن ۲٬۶۵۴٬۸۶۰ نفر جمعیت دارد که دوازدهمین منطقه بزرگ برزیل است. با مساحت تقریبی ۷۳۹ کیلومتر مربع (۲۸۵ مایل مربع)، جغرافیایی پیوسته با تپه‌ها و زمین‌های پست کم، با زمین‌های مسطح در بیشتر نواحی خود، به‌ویژه رودخانه میا پونته.
اصلیّت گویانیا یک شهر جدید است که در ۲۴ اکتبر ۱۹۳۳ توسط فرماندار وقت، پدرو لودوویکو، تأسیس شد تا به عنوان پایتخت و مرکز اداری جدید ایالت عمل کند. پیش از این، مرکز ایالت، شهر گویاس بود.

## خصوصیات
گویانیا ۷۸۹ کیلومترمربع مساحت و ۱٬۳۰۱٬۸۹۲ نفر جمعیت دارد و ۷۴۹ متر بالاتر از سطح دریا واقع شده است.